# Flughafen Alexandroupoli

i8
i11
i13

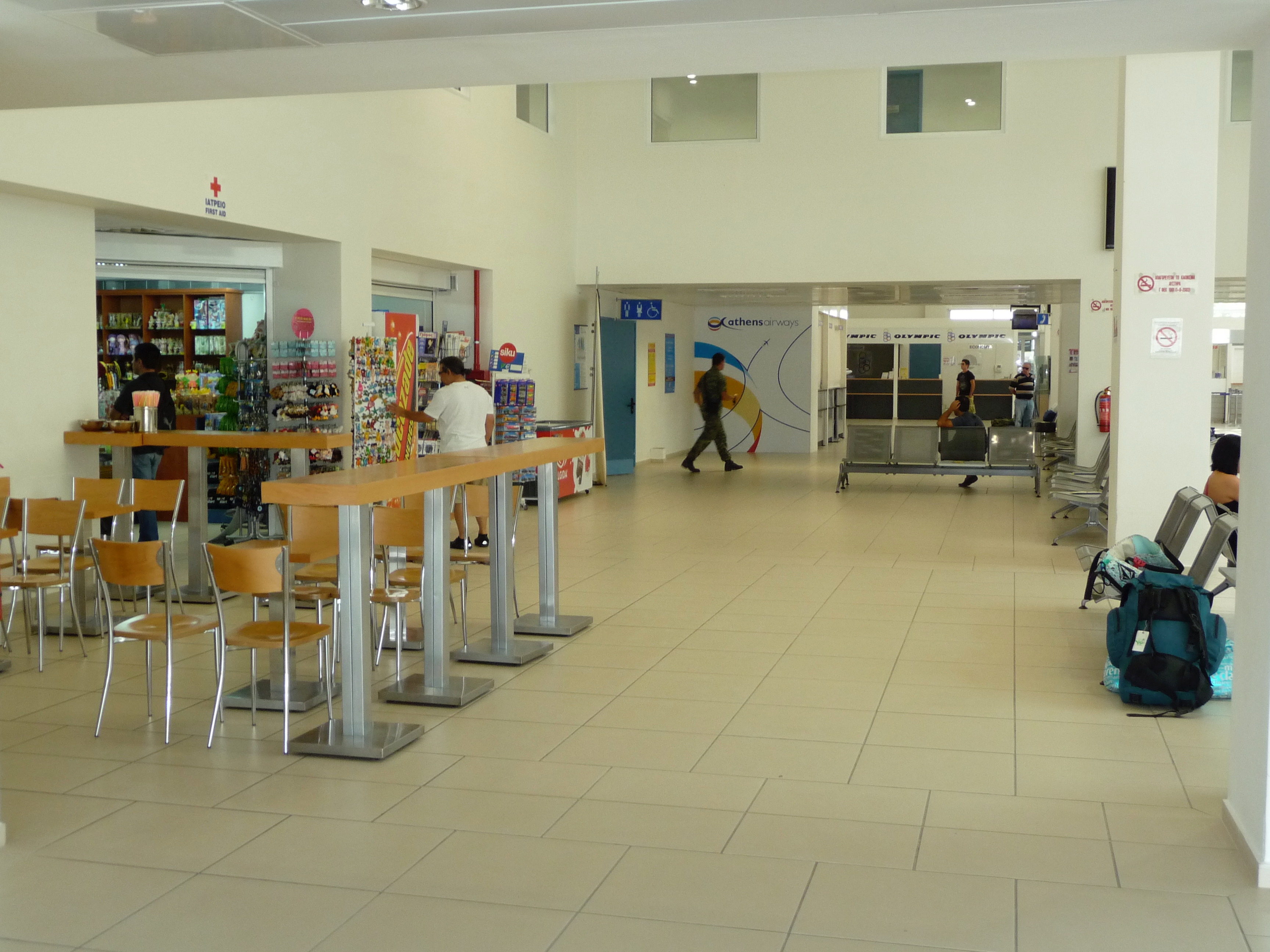
Flughafen Demokritos Innenbereich (2009)

Der Internationale Flughafen Alexandroupoli „Demokrit“ (griechisch Κρατικός Αερολιμένας Αλεξανδρούπολης «Δημόκριτος» Kratikós Aeroliménas Alexandroúpolis »Dimókritos« englisch Alexandroupoli International Airport ”Demokritos”, (IATA-Code: AXD, ICAO-Code: LGAL)) ist der Flughafen der griechischen Stadt Alexandroupoli. Der 1944 eröffnete Flughafen wurde nach dem griechischen Philosophen Demokrit benannt. Den Status als internationaler Flughafen erhielt er 1955. Im Jahr 1975 erfolgte ein Ausbau. Jährlich werden rund 4000 Flüge mit insgesamt über 150.000 an- und abfliegenden Passagieren gezählt. Der Flughafen ist durch Busverbindungen, Taxis und Leihwagenservice an das Verkehrsnetz angebunden.
Im Jahr 2009 fing der Ausbau und Vergrößerung des Hauptgebäudes an. Dieser Erweiterungsumbau ist nun abgeschlossen und hat dem Flughafen sein heutiges Aussehen gegeben.(Stand 2018).

## Militärische Nutzung
Neben seiner zivilen Nutzung ist der Flughafen auch eine Militärbasis der griechischen Luftstreitkräfte.
Wöchentlich fliegt eine Frachtmaschine Skyros und Thessaloniki an.

## Zivile Nutzung
Aktuell nutzten die Aegean Airline, Olympic Air und Sky Express den Flughafen für Inlandsflüge. Angesteuert wird hauptsächlich Athen, aber auch Sitia und saisonal Heraklion.